# صقر النصافي
صقر بن مسلم بن زيد النصافي الرشيدي، (1878 - 1948) شاعر نبطي كويتي، ومن أعلام الشعر النبطي في شبه الجزيرة العربية.

## عن حياته
ولد الشاعر صقر بن مسلم بن زيد النصافي الرشيدي بالكويت وهو من سكان منطقة القبلة بالكويت، وكان شعره يعرف بجزالة المعنى وسلاسة الأسلوب وواقعيته، وزادت شهرته الشعرية بعد إتجاهه لشعر (القلطة)، حيث اشتهر بالشعر العذب الذي ليس به تجريح أو هجاء، وكان شاعراً من الطبقة الأولى بين شعراء النبط في القرن العشرين، وله حضور مميز في الذاكرة الشعبية، وكان مقرب لاسرة آل صباح حكام الكويت وبعض حكام الخليج بشكل عام، وصديق للشيخ أحمد الجابر الصباح، وأيضا كانت تربطه علاقه وثيقه بالملك عبد العزيز آل سعود وكذلك الملك فيصل بن عبد العزيز آل سعود، وكان من فحول الشعر في الجزيرة العربية هو والشاعر سليمان بن شريم والشاعر عبد الله بن لويحان وقال عنه حاكم الكويت العاشر عندما مات الشاعر صقر النصافي : (راحت القلطة).

## بعض من قصائده
| قالوا علامك يالنصــــــافي تخـــايل |  | كنّك تخيل البرق وين اشتعالـــه  |
| قلت أبا اخايل نشر ضافي الجـدايل شدّ  |  | الشديد ووين تمشي رحــــاله     |
| أشوف مظهور اريش العيـــن شايل توّه   |  | علي تثـــــــويرته باحتمــاله  |
| قفّى وانـــــا قفّيت فـــوق الرحايل   |  | ما عــــاد عيني تمتلي من خياله |

وقصيدة أخرى له

| لا والله الاّ طبــــع العـــــرب شين  |  | من داج بين بيوتهـــم برّقـــوا به  |
| الحبّ شــــان وشيّنــــوه الخبيثين     |  | اللي من اوّل قد مشــواه في دروبه   |
| ما يا مـــــرون الاّ بفرقـــا المحبيّن |  | سوق المودّة كنّهــــم مــا سعوا به  |
| فيما مضى نمشي وناصـــل قريبـين       |  | زولي إلى منهــــم بـــدا رحّبوا به |
| واليوم صـــــاروا كلّهـــم لي عدوّين   |  | كثـــرت نمايمهم وخلّي حكوا به      |
| يا ناس ما رافقت خلّي على شــين        |  | إلاّ على وضــــــح النقا في دروبه  |

وقصيدة أخرى له

| يا مرحبا ترحيب راعي الضعــايف     |  | ذودٍ جفـــــاه الوقت يدبي دبيبه   |
| ترحيبــــةٍ ماني بـــراعي حسايف    |  | بالنظر واللي طرّشــــه مع نديبـه  |
| دنّيت لي من قاطعـــات التنـــايف   |  | نجيبة يـــــا ويّ والله نجيبــــة |
| ركبتهــــا واجنبت يـــــمّ الردايف |  | مذهب وادوذر بو هـــروجٍ عجيبة     |
| ولقيت مــن كنّـــــه ظبيّ الحتايف   |  | عنده هله مـــــا هـــم عنّه بغيبه |
| وعذّبت له في مظلــم الليــل حايف   |  | يوم ان كلٍّ هاجعٍ مــــادري بــه    |
| وكشفت عن راسه لحاف القطـايف       |  | وطيّرت عنه النوم مـــن غير ريبة   |
| وقالت:وش أنت؟ وقلت: وادوّر عرايف   |  | أنتي عــــرافتنا وصرتي قريبــــة |
| قومي اركبي والهي بهاك الحلايف     |  | لاذبحك ذبحة من تقاضي حبيبه       |
| قالت : كفاك الله دروب الحسايف     |  | وقـــد ذلــولك صوتهــا لا تجيبه  |

## أبنائه
الشاعر صقر النصافي متزوج من ابنة عمه وله من الأبناء :
- مهلي صقر النصافي.
- علي صقر النصافي.
- مسلم صقر النصافي.

## ديوانه الشعري
- له ديوان شعر باسم: الشاعر صقر النصافي الرشيدي